# Jo Maas
Jo Maas (Eijsden, 6 oktober 1954) is een voormalig Nederlands wielrenner.

## Carrière
Jo Maas maakte zijn debuut als beroepsrenner in 1979 en verraste meteen met een etappezege en een zevende plaats in het eindklassement van de Tour de France voor de relatief kleine DAF Trucks-ploeg. Het jaar daarop eindigde hij in de Tour op de 19e plaats in de eindrangschikking. Hij behaalde in 1983 nog een 3e plaats in het eindklassement van de Ruta del Sol, maar stopte dat jaar abrupt met wielrennen. Jo Maas was tegen het einde van zijn wielercarrière woonachtig in Maastricht.

## Belangrijkste overwinningen
1979
- 10e etappe Ronde van Frankrijk

## Resultaten in voornaamste wedstrijden
| Jaar | Ronde van Italië | Ronde van Frankrijk | Ronde van Spanje |
| ---- | ---------------- | ------------------- | ---------------- |
| 1979 |                  | 7e (1)              |                  |
| 1980 |                  | 19e                 |                  |
| 1981 |                  |                     |                  |
| 1982 |                  |                     | 21e              |
| 1983 |                  |                     |                  |

| Jaar | Milaan-San Remo | Gent-Wevelgem | Amstel Gold Race | Waalse Pijl |  | Wereldranglijsten |
| ---- | --------------- | ------------- | ---------------- | ----------- |  | ----------------- |
| 1979 | 95e             | 95e           | 17e              | 28e         |  | 23e (SPP)         |
| 1980 |                 | 9e            | 9e               | 8e          |  |                   |
| 1981 |                 |               |                  | 109e        |  |                   |
| 1982 |                 |               |                  | 35e         |  |                   |
| 1983 | 114e            |               |                  |             |  |                   |